# Tripartite-Abkommen
Das Tripartite-Abkommen war eine im September 1936 getroffene informelle Übereinkunft der USA, Englands und Frankreichs, die Währungsverhältnisse nicht mehr gegenseitig mutwillig zu stören, um diese zu stabilisieren und damit den Frieden zu erhalten, Ordnung in die internationalen ökonomischen Beziehungen zu bringen und den Wohlstand zu erhöhen. Am 25. September 1936 veröffentlichten die drei Staaten dazu weitgehend gleichlautende Erklärungen. Es beendete den Währungskrieg der 1930er Jahre. Die Niederlande, Belgien und die Schweiz schlossen sich kurz darauf an.

## Das Abkommen
Die 1933 stattfindende Weltwirtschaftskonferenz, deren wichtigstes Thema die Währungsstabilisierung war, hatte Franklin D. Roosevelt, mit seiner Ablehnung der Vorschläge zur Währungsstabilisierung platzen lassen. Im Herbst 1935 ergriff der amerikanische Finanzminister Henry Morgenthau die Initiative für das Abkommen. Im März 1936 verstärkten sich die amerikanischen Bemühungen. Der Durchbruch gelang im Juni 1936, als die britischen Stellen bereit waren, über internationale Währungsstabilisierung zu verhandeln. 
Akzeptiert wurde eine weitere Abwertung des französischen Francs, ohne dass der Effekt durch eine Abwertung des Pfundes und des Dollars zunichtegemacht wurde. Andere Staaten wurden eingeladen, der Absichtserklärung beizutreten. Obwohl Frankreich noch mehrfach seine Währung abwertete, hielt die Übereinkunft.

## Bewertung
Der amerikanische Historiker John Morton Blum sieht im Abkommen eine „frühe Reaktion auf den Faschismus“, Morgenthau habe verhindern wollen, dass Frankreich den „Weg des Faschismus“ geht. Für Morgenthau sei das Abkommen „the real turning point for world peace“ gewesen. Laut französischen Historikern hoffte die französische Regierung, eine Heimkehr des geflüchteten Kapitals zu erreichen und Geld für die Aufrüstung zu gewinnen; sie habe das Abkommen als Ausgangspunkt für eine politische Zusammenarbeit der Länder gegen die deutsche Gefahr gesehen.